# رابی هینز
رابی هینز (انگلیسی: Robbie Haines؛ زادهٔ ۷ مارس ۱۹۵۴) قایقران قایق بادبانی اهل ایالات متحده آمریکا بود.